# Morne du Col
Le morne du Col est un sommet situé dans le massif montagneux sur l'île de Basse-Terre en Guadeloupe. S'élevant à 1 281 mètres d'altitude – entre la Grande Découverte (1 260 m) à l'ouest et le morne Carmichaël (1 414 m) au sud-est –, il constitue un point bipartite des territoires des communes de Saint-Claude et Capesterre-Belle-Eau, au nord-ouest du massif de la Soufrière. Il fait partie du parc national de la Guadeloupe.

## Hydrographie
Les sources de la Petite Rivière de la Capesterre sont situées sur ses flancs, près du refuge des Montagnards.